# Балалаев, Николай Семёнович
Никола́й Семёнович Балала́ев (1869 — после 1917) — член III Государственной думы от Оренбургской губернии, священник.

## Биография
Православный. Сын дьякона.
Окончил Уральское духовное училище и Оренбургскую духовную семинарию. По окончании семинарии состоял преподавателем татарского языка в приготовительном классе и надзирателем в Уральском духовном училище. Был членом и делопроизводителем Уральского уездного отдела училищного Совета, а также благочинным.
В 1892 году был рукоположён в священники. До избрания в Думу состоял заведующим и законоучителем Дедово-Исаевской второклассной образцовой церковной школы.
В 1907 году был избран членом III Государственной думы от Оренбургской губернии. Входил во фракцию умеренно-правых, с 3-й сессии — в русскую национальную фракцию. Состоял докладчиком комиссии по народному образованию, а также членом комиссий: по народному образованию, по старообрядческим делам, по вероисповедному вопросу, по переселенческому делу и по рабочему вопросу.
Дальнейшая судьба неизвестна. Был женат.